# Stadio 26 marzo
Lo Stadio 26 marzo (in francese Stade du 26 mars) è uno stadio della città di Bamako, capitale del Mali.
Usato principalmente per il calcio, ospita le partite interne dello Stade Malien e della nazionale maliana. Aperto nel 2001, trae il nome dal giorno della sollevazione che depose il presidente del Mali Moussa Traoré il 26 marzo 1991. Ha ospitato cinque partite su sei del girone A, un quarto di finale, una semifinale e la finale della Coppa d'Africa 2002.